# 九大井上事件
九大井上事件（きゅうだいいのうえじけん）は国立大学の人事の自律に関する判例。

## 概要
1969年3月11日に九州大学評議会は井上正治教授を学長事務取扱にするようにし、文部省に発令するよう具申した。しかし、井上教授の「警察は大学の敵です。警察は私を敵視しています。」「（墜落した米軍ジェット機の機体を）大学の構内でそのまま厳重に保管する。引き渡しを強制されたらあくまで戦う。公務執行妨害で捕まえれば法廷で戦う。」といったテレビ放送等での発言が大学紛争が激化する折から国会で問題視され、文部省はその釈明を大学に求めて学長事務取扱の発令を約2か月間引き延ばし、最終的に別の教授が学長事務取扱に任命された。これについて井上は「文部省の発令拒否は学問の自由を定めた日本国憲法第23条や学長任命についての教育公務員特例法の規定に違反するものであり、この違憲違法の処置によって学長事務取扱として不適格者のような社会的評価を受けることになり、社会的名誉を傷つけられた」として国家賠償法に基づいて文部大臣の謝罪広告の『官報』への掲載と慰謝料100万円の支払いを求める訴訟を起こした。
井上の主張に対して文部省は「学長の任命は拒否できる。また学長事務取扱の任命は学長の場合と違い、単なる文部大臣の職務命令にすぎず、教育公務員特例法違反と言う主張には根拠がない。」と反論した。
1973年5月1日に東京地裁は「教育公務員特例法第10条によって、大学の学長、教育、部局長の任命については大学の申し出通りに文部大臣が任命すべきで、国側に選択の余地や拒否の権利はない。学長事務取扱の発令の場合も教育公務員特例法の適用を受け、発令にあっては大学の職務命令ではなく任命行為である。」として井上に対して学長事務取扱の発令義務があるとしながら、「当時の学長事務取扱発令の法的根拠の曖昧さや大学の異常事態、テレビ発言等での井上発言等を考えると、国側に特段の事情があったと見られ、文部大臣の発令引き延ばしは違法なものとは考えられない」として井上の請求は退ける判決を言い渡した。